# 多重草稿模型
意識的多重草稿模型，又稱為多重草案模型（英語：Multiple drafts model），是一种基于认知主义的物理主義意识理论，由丹尼尔•丹尼特提出。該理论以訊息处理的角度來看待心灵 。丹尼特在1991年出版的《意識的解釋》（Consciousness Explained）一書中對該理論進行了深入的描述。 正如書名所述，這本書對意識提出了一種高層次的解釋，支持了强人工智慧的可能性。
 

丹尼特將该理论描述为第一人称操作主義 。正如他所說的： 
多重草稿模型把在記憶中「將它寫下」作為意識的評判標準；這就是「所予」（the “given”）得到「把握」的實際情況...........一個有意識的經驗，如果獨立於各種內容載體對後續行為的效果（當然也包括對記憶的效果），那就沒有實在性。

## 多重草稿的論點
丹尼特認為，现代对意识的理解过度受到笛卡尔思想的影响。 为了说明原因，他首先描述了色彩飛現象（Color phi phenomenon） 。 在该实验中，两種不同颜色的光點相隔一些角度，連續閃爍。 如果閃爍的時間間隔小於一秒左右，第一個光點似乎會往第二個光點的位置移動。 此外，光點在视野中移动时似乎会改变颜色。隨著綠色光點移動到紅色光點的位置，綠光光點看起來會變成紅色。丹尼特問道，我們如何在觀察到第二個光點之前就看到光的顏色發生改變。 
丹尼特声称，傳統上對色彩飛現象的解释可以归结为「歐威爾式假设」（Orwellian hypotheses）或「斯大林式假设」（Stalinesque hypotheses），這些都是笛卡爾為我們對心靈的想像所持續帶來的影響。 在歐威爾式假设中，主體會先得出一个结论，然后回过头来根据随后的事件改变记忆。 这类似于乔治·奥威尔（George Orwell）所著的小說《一九八四 》，在這部小說中，過去的歷史記錄經常會遭到篡改。 在斯大林式假设中，在这两个事件在进入主體的意识之前會被先调和，最終將所呈現的結果視為確定無疑的。这类似于约瑟夫·斯大林的摆样子公审 ，裁决結果已经预先決定好了，审判只是机械式的宣讀。 
我們可以假設，兩派理論家對你大腦中發生的事情給出完全一樣的理論；他們都同意大腦裡錯誤的內容是於某時某地進入因果鏈的；他們不一致的地方只是，這個位置到底是在經驗之前還是在經驗之後。他們對非言語效果給出同樣的說明，只除了一個細微的差別：一個說它們是無意識區分的內容的結果，另一個則說它們是有意識區分但卻忘掉了的內容的結果。最後，他們都說明了主觀的數據，也就是從第一人稱視角可以獲得的任何東西，因為，甚至在受試如何“感覺”主觀數據方面，他們的意見也是一致的：受試應該無法分辨錯誤生成的經驗與直接記錯的經驗之間的差別。[第125頁，最初的重點。]
丹尼特認為，選擇當中一種理論而不是另一種是沒有原則依據的，因為它們都有一個共同的錯誤，那就是假設有個特殊的時間和地點，而無意識歷程會在這個時間和地點進到丹尼特所說的 "笛卡爾劇院"，成為有意識的體驗。這兩種理論都要求我們明確地把一連串的知覺和反應劃分成到達意識之前和之後的瞬間，但丹尼特否認存在這樣的時刻，因為這將導致無窮倒退。與此相反，他斷言在大腦中並不存在發生意識的特殊位置。丹尼特指出，"這裡並不存在...........像'意識招募'這樣的歷程（進入何處？)
笛卡爾式的物質論認為，在大腦某個地方存在著一個關鍵的終點線或邊界，它標出一個位置，在這個位置，信息到達的次序就等於在經驗中“呈現”的次序，因為在這裡所發生的就是你所意識的。也許，今天沒有人明確地贊同笛卡爾的物質論。許多理論家會堅持說，他們早就明確地拒絕了這樣一種顯然比較糟糕的觀點。但我們會看到，笛卡爾劇場頗具說服力的意象總是會回來困擾我們，無論普通人還是科學家都不能倖免—哪怕是在這個劇場的幽靈般的二元論遭到譴責與驅逐之後。 [p。 107，最初的重點。]
沒有劇院，就沒有屏幕，因此也沒有理由在分析完資料後還將其重新呈現。丹尼特認為「多重草稿模型繼續主張，大腦並未勞神「建構」任何表徵去費事地「填入」空白。那會是在時間和（我們可以說？）顏料上的浪費。判斷已經在那裡，所以大腦可以去做別的事！」 
根據該模型，一個給定事件會有多種感官輸入，而對於這些輸入也有多種解釋。這些感官輸入會在不同的時間點抵達大腦並被解釋，引起一連串對該事件的識別，相當於一個故事的多個草稿。個別的識別一旦完成，就可以用來誘發行為，不必等到在劇院上演。 
同其它理論一樣，多重草稿模型認為意識經驗需要時間才能產生，這使得知覺不會立刻在腦海中生成豐富的內容。不同的是，丹尼特的理論否認任何清晰明確的界限將意識經驗與其他歷程區分開來。根據丹尼特的觀點，意識是在動作和某兩點之間的訊息流中找到，而不是在某些容納經驗的奇特風景中找到。沒有任何特定草稿會被中心體驗者長久認可。 
不同的神經處理過程聲稱，在不同的時間點或多或少有著控制力。對於達到意識的東西，就像出名一樣，必須面對為人所知的結果。換句話說，意識是有足夠的影響力，可以影響到嘴上說什麼，手上做什麼。將某些輸入 "編輯 "到草稿中是網絡自組織功能的一部分，並非外在的監督行為所造成，這與自下而上傳遞訊息的電路處於同一層次。
自我意識被認為是作為一種抽象的存在，在刻意立場（ intentional stance）層面上可見，就像有「重心」的質量體一樣。與此類似，丹尼特將自我稱為「敘事重心」，即我們對自己所講述的自身經驗。意識是存在的，但不是獨立於行為和行為傾向而存在，而這可以透過他者現象學（Heterophenomenology）來研究。 
在丹尼特之前的工作中可以找到这种操作主义方法的端倪。 丹尼特（Dennett，1988）仅仅藉由「取用意識」（access consciousness）来解释意识，否认了内德·布洛克（Ned Block ）所稱的「现象意识」（phenomenal consciousness）之自立性。  丹尼特认为「一切真實的東西都有屬性，既然我不否認意識經驗的實在性，那麼我就承認意識經驗有屬性」。在把所有的意識與屬性聯繫起來之後，他得出結論說，意識與我們對意識的判斷不能有意義地區別開來。 丹尼特写道： 
教宗無謬誤主義認為感质是在原則上不會被誤認的經驗屬性，這是一個神秘的學說（至少與教宗的無誤一樣神秘），除非我們稍微轉移一下重點，把感質看作是主體所作的感質判斷之邏輯結構：「當且僅當受試者判斷其經驗具有感質『F』時，受試者的經驗才具有感質『F』。」然後我們才可以將此類判斷視為構成性行為，總之使感質成立的過程，就等同於小說家筆下人物的髮色必須按小說家想法才能決定。我們不會問陀思妥耶夫斯基是如何知道拉斯科尼科夫的頭髮是淺棕色的。 < /ref>
換句話說，一旦我們完全根據知覺對我們造成影響來解釋知覺，就沒有什麼可解釋的了。特別是，不存在一種感知可以在感知自身之中（感質）被考慮，還有不存在一種感知可以考慮感知自身（感質）。相反地，主體誠實地報告道，對於主體而言「事物在他們看起來如何」這問題「在天生就已是專斷的了」而不是「事物實際看起來如何」。
因此，最後一次查看我們最初對感質描述的特性，即感質有不可言喻、內在、私有、直接可理解的經驗屬性，我們發現沒有任何東西可以符合要求。取而代之的是我們可以查看我們私有的探測器（僅在特殊意義上是私有的）來間接查看相對或實際上是不可言喻的公開屬性。只要我們對於在內心出現某些類型或具某些屬性的狀態，在主觀性權威方面有所堅持，我們就可以擁有一些權力（不是教宗無謬誤主義或牢不可破性，但比胡亂猜測來得好）但前提是我們自身被相關、外在的屬性所約束，比如被某些內心狀態的力量約束，而此力量顯然能夠引起重新識別行為。因此，與乍看之下似乎顯而易見的情況矛盾，根本就不存在感質這東西。
多重草稿模型的關鍵即為「在除去感質之後，對於意識的解釋可歸結為解釋我們所認識到的意識行為。意識只是如意識所為。」

## 批评回应
對丹尼特的理論的部分批評是由於對其演講語氣感到不快。正如一位不情不願的支持者承認「這本書充滿了爭議，而丹尼特有時會對自己的觀點洋洋得意，信心十足……總而言之，丹尼特的書惱人、令人沮喪、富有洞察力、挑釁，而最重要的是惱人」（Korb 1993）。Bogen（1992）指出大腦有著雙側對稱的結構。在這種情況下，如果笛卡爾唯物主義正確，那可能會有兩個笛卡爾劇院，所以反對唯一的笛卡爾劇院是有瑕疵的觀點。威爾曼斯（1992）認為色彩飛效應和跳兔錯覺（Cutaneous rabbit illusion）表明在建模過程中存在著由利貝特所發現的延遲。
也有人聲稱，多重草稿模型的論點並不支持其結論。

### 稻草人
許多批評認為，丹尼特的理論攻擊了錯誤目標，未能解釋它的主張。查尔莫斯（1996）認為，丹尼特只是提出主體如何報告事件的理論。有些人甚至模仿書名《把意識給解釋沒了》（Consciousness Explained Away）用以指責丹尼特的貪婪簡化論。另一派批評則質疑了丹尼特對現有理論在刻劃上的準確性。
現在對丹尼特項目的標準回應是，他挑起了與一場稻草人之間的戰鬥。笛卡爾的唯物主義據稱是目前在認知科學或心智哲學領域工作的人都不可能持有的天真的現象意識敘述。因此，無論丹尼特的攻擊如何有效，它從根本上就迷失了方向 （see, e.g., Block, 1993, 1995; Shoemaker, 1993; and Tye, 1993）.

### 非獨創性
多重草稿也因為聲稱具有新穎性而受到攻擊。這可能是誤解了丹尼特自稱具有新穎性的情形。Korb說:「我相信，對於大多數認知科學家來說，這個中心論點相對來說是沒有爭議的，但在大多數人看來，把它當作解決棘手難題的方案就不那麼令人滿意了。」（Korb 1993）透過這種方式，丹尼特用無爭議的想法來達到更具爭議性的目的，這使得無爭議的部分被關注時，讓他很容易被人認為缺乏獨創性。
即使是意識作為草稿的概念也並非丹尼特所獨有。根據Hankins的說法，Dieter Teichert提出，Paul Ricoeur的理論與丹尼特的理論在「自我基本上是一個敘事實體，任何試圖賦予它自由漂浮的獨立地位的做法都是錯誤的」這觀念上是一致的。還有人認為德里達（1982）的表徵主義與「心靈的知覺內容不斷變化，卻沒有一個明確的當下。」在概念上是一致的。
對於那些相信意識不只是意味著「以各種有意識的方式行事」的人來說，丹尼特的觀點被看作是取消唯物主義，因為它否定了感质和哲學殭屍存在的可能性。然而，丹尼特並沒有否認心靈或意識的存在，只是他認為那些是天真的想法。爭論的焦點在於丹尼特自己的定義是否真的更準確：我們在談到知覺和意識時，我們的想法是否只能從它們對行為的影響來理解。

### 訊息處理與意識
訊息處理在意識中的作用受到了希尔勒的批評，他在《中文房間論》中指出，在一個單純依靠事物在不同地方轉移的運動系統中，他找不到任何可以被承認為意識經驗的東西。丹尼特認為這一論點有誤導性，他認為意識不是在系統的某一特定部分中找到的，而是在整體的行動中找到的。從本質上說，他否認了意識除了行為能力之外還需要其他的東西，他說，像希尔勒這樣的哲學家「只是不能想像，理解是如何才能成為從大量分佈的準理解中湧現出來的屬性？」（第439頁）。

## 进一步阅读
- Block, N. . Journal of Philosophy. 1993, 90: 181–193.
- Muckli, L.; Singer, W.; Zanella, F.E.; Goebel, R. . NeuroImage. Aug 2002, 16 (4): 843–56. PMID 12202074. doi:10.1006/nimg.2002.1085.
- Rizzo, M.; Nawrot, M.; Zihl, J. . Brain. 1995, 118 (5): 1105–1127. PMID 7496774. doi:10.1093/brain/118.5.1105.
- Tong, F.; Engel, S.A. . Nature. 2001, 411 (6834): 195–199. PMID 11346796. doi:10.1038/35075583.
- Dennett, D. and Kinsbourne, M. (1995) Multiple Drafts (Response to Glicksohn and Salter in Behavioral and Brain Sciences, vol. 18, no. 4, 1995, pp. 810–11.) (Response to Glicksohn and Salter in Behavioral and Brain Sciences, vol. 18, no. 4, 1995, pp. 810–11.)
- Ryle, Gilbert. The Concept of Mind, The University of Chicago Press, 1949. （页面存档备份，存于）
- Tye, M. (1993). Reflections on Dennett and consciousness. Philosophy and Phenomenological Research 53, 893–898.
- Williams L.M., Liddell B.J., Rathjen J., Brown K.J., Shevrin H., Gray J.A., Phillips M., Young A. & Gordon E. (2004). Mapping the time course of nonconscious and conscious perception of fear: An integration of central and peripheral measures. Human Brain Mapping,21, 64–74